# Yoko Yoneda
Yoko Yoneda –en japonés, 米田 容子, Yoneda Yoko– (Osakasayama, 22 de noviembre de 1975) es una deportista japonesa que compitió en natación sincronizada.
Participó en dos Juegos Olímpicos de Verano en los años 2000 y 2004, obteniendo dos medallas, plata en Sídney 2000 y plata en Atenas 2004. Ganó cuatro medallas en el Campeonato Mundial de Natación entre los años 1998 y 2003.

## Palmarés internacional
| Juegos Olímpicos   | Juegos Olímpicos   | Juegos Olímpicos | Juegos Olímpicos  |
| Año                | Lugar              | Medalla          | Prueba            |
| ------------------ | ------------------ | ---------------- | ----------------- |
| 2000               | Sídney (Australia) | Medalla de plata | Equipo            |
| 2004               | Atenas (Grecia)    | Medalla de plata | Equipo            |
| Campeonato Mundial |                    |                  |                   |
| Año                | Lugar              | Medalla          | Prueba            |
| 1998               | Perth (Australia)  | Medalla de plata | Equipo            |
| 2001               | Fukuoka (Japón)    | Medalla de plata | Equipo            |
| 2003               | Barcelona (España) | Medalla de oro   | Combinación libre |
| 2003               | Barcelona (España) | Medalla de plata | Equipo            |